# Dinamikai rendszer
A dinamikai rendszerek elmélete egy matematikai elmélet (általában az analízis körébe sorolják), amely egy állapottérrel leírt rendszer valamely állapotainak rögzített szabályok  szerinti időbeli változásával foglalkozik. Az inga lengésének, a csövekben áramló víznek, vagy egy tóban élő halak számának a matematikai leírása mind egy-egy példa dinamikai rendszerre.
Egy dinamikai rendszer állapotát bizonyos számú állapotjellemző (ezek leggyakrabban, de nem szükségképp, valós számok) írja le. A rendszer állapotában bekövetkező kis változások a számok kis megváltozásával járnak. A számok tekinthetők egy geometriai teret – egy sokaságot – leíró koordinátáknak is. A dinamikai rendszer időfejlődését egy rögzített szabály vezérli, amely a jelenlegi állapot ismeretében megadja a jövőbeli állapotokat. Az időfejlődés determinisztikus: a jelenlegi állapotból csak egyetlen jövőbeli állapot következhet be adott időtartam alatt.

## Áttekintés
Hasonlóan más természettudományokhoz és mérnöki tudományokhoz, a dinamikai rendszerek időfejlődésének szabályát olyan alakban szokás felírni, amely a jövőbeli állapotot csak nagyon kis időre előre adja meg. (Ezt vagy differenciálegyenletek vagy leképezések formájában szokás megadni.) Ahhoz, hogy hosszabb időre megkapjuk a jövőbeli állapotot, az időfejlődés szabályát kell sokszor iterálni; minden iteráció egy kis időlépéssel visz előre. Az iterációs eljárást szokás a dinamikai rendszer megoldásának vagy a dinamikai rendszer integrálásának is nevezni. Ha a rendszer megoldható, akkor egy adott kezdeti állapotból valamennyi jövőbeli állapot meghatározható, és ezek együttese egy trajektóriát vagy pályát alkot.
A számítógépek elterjedése előtt a dinamikai rendszerek megoldása körülményes matematikai módszereket igényelt, és a dinamikai rendszerek közül még így is csak igen kevés volt megoldható. A dinamikai rendszerek pályáinak számítását jelentősen megkönnyítik a számítógépekre alkalmazott numerikus módszerek.
Egyszerű dinamikai rendszerek esetében elegendő néhány trajektória ismerete, de a legtöbb dinamikai rendszer túl bonyolult ahhoz, hogy néhány trajektória elegendő információt adjon a rendszer viselkedéséről. A nehézséget a következők okozzák:
- A vizsgált rendszert csak közelítőleg ismerjük – a rendszert leíró paramétereket csak pontatlanul ismerjük, vagy magát a rendszert leíró egyenletet sem ismerjük pontosan. Az alkalmazott közelítések felvetik a numerikusan nyert megoldások érvényességének és alkalmazhatóságának kérdését. Ezeknek a kérdéseknek a vizsgálatát célozzák a dinamikai rendszerek elméletében bevezetett stabilitásfogalmak, mint a Ljapunov-stabilitás vagy a strukturális stabilitás. A dinamikai rendszer stabilitása azt jelenti, hogy létezik a kezdőfeltételeknek (Ljapunov-stabilitás) vagy a modellnek (strukturális stabilitás) olyan osztálya, amelyek ekvivalens trajektóriákat eredményeznek. A trajektóriák ekvivalenciájának kritériuma az alkalmazott stabilitási kritériumtól függ.
- A trajektória típusa fontosabb lehet, mint egy bizonyos trajektória. Bizonyos trajektóriák lehetnek periodikusak, míg mások a rendszer különféle állapotai között bolyonghatnak. Az alkalmazástól függően szükséges lehet, hogy megvizsgáljuk a lehetséges típusokat, vagy hogy biztosítsuk, hogy a rendszer egy adott viselkedéstípust kövessen. Az összes lehetséges trajektória feltérképezése a dinamikai rendszerek kvalitatív vizsgálatához vezetett, amely olyan jellemzőkkel foglalkozik, amelyek nem változnak meg a koordináta-rendszer megváltoztatásával. A lineáris dinamikai rendszerek és a két szabadságfokú rendszerek esetében az összes lehetséges trajektória típus ismert.
- Az adott alkalmazás szempontjából érdekes lehet, hogy a trajektóriák hogyan változnak meg a rendszer paramétereinek függvényében. Ahogy egy paraméter változik, a dinamikai rendszer egy elágazáshoz (bifurkációhoz) érkezhet, ahol a dinamikai rendszer viselkedésének jellege megváltozik. Például egy periodikus mozgás helyett látszólag véletlenszerű mozgás alakulhat ki, mint például a folyadék mozgásának turbulenssé válása során.
- A rendszer trajektóriái annyira bonyolultak lehetnek, hogy véletlenszerűnek látszanak. Ebben az esetben igen hosszú trajektóriák mentén, vagy sok trajektóriára vonatkozó átlagos mennyiségek számítása válhat szükségessé. Az ergodikus rendszerek esetében ezek az átlagok jól definiáltak, és hiperbolikus rendszerek esetében az elméletet részletesen kidolgozták. A dinamikai rendszerek valószínűségi leírása segítséget nyújtott a statisztikus mechanika és a káoszelmélet megalapozásához.

A dinamikai rendszerek vizsgálatának kezdete Henri Poincaré nevéhez köthető.

## Alapvető fogalmak
Lásd még: dinamikai rendszer (definíció)
Egy dinamikai rendszert egy {\displaystyle M} sokaság (a fázistér vagy állapottér), és egy sima {\displaystyle f^{t}\,} függvény alkotja, amely bármely {\displaystyle t\in T} időpontban a fázisteret önmagára képezi. A simaság jelentése függ a vizsgált dinamikai rendszertől és a sokaság tulajdonságaitól. A {\displaystyle T} halmaz többféleképpen választható. Ha {\displaystyle T} halmazt a valós számok alkotják, akkor a dinamikai rendszer egy folyam, ha {\displaystyle T} a nemnegatív valós számok halmaza, akkor a dinamikai rendszer egy fél folyam. Ha {\displaystyle T} az egész számok halmaza, akkor dinamikai rendszer egy leképezés, ha pedig {\displaystyle T} a nemnegatív egészekből áll, akkor egy fél leképezés.
Az {\displaystyle f^{t}\,} függvény gyakran egy differenciálegyenlet, egy mozgásegyenlet megoldása:
{\displaystyle {\dot {x}}=v(x)\,.}
Az egyenlet a ponttal jelölt idő szerinti deriváltját adja az {\displaystyle x(t)} fázistérbeli trajektóriának, amely az {\displaystyle x_{0}} pontból indul. A {\displaystyle v(x)} vektormező egy sima függvény, amely az {\displaystyle M} fázistér minden pontjában megadja a dinamikai rendszer sebességvektorát. (Ezek a sebességvektorok nem esnek az {\displaystyle M} fázistérbe, hanem annak {\displaystyle x} pontbeli {\displaystyle TM_{x}} érintőterében vannak.)
Nem szükségesek magasabbrendű deriváltak az egyenletben, sem pedig explicit időfüggés {\displaystyle v(x)}-ben, mert ezek kiküszöbölhetők, ha a rendszert magasabb dimenziós fázistérben írjuk le. Másfajta differenciálegyenletek is előfordulnak dinamikai rendszerek leírására, például a
{\displaystyle G(x,{\dot {x}})=0}
differenciálegyenlet egy bonyolult kényszerekkel rendelkező mechanikai rendszer modellje lehet.
Gyakran közönséges differenciálegyenletek határozzák meg a dinamikai rendszer {\displaystyle f^{t}\,} időfejlődését: ekkor az {\displaystyle M} fázistér véges dimenziós sokaság. A dinamikai rendszerek sok jellemzője kiterjeszthető végtelen dimenziós sokaságokra is, olyanokra, melyek lokálisan Banach-teret alkotnak, ebben az esetben a parciális differenciálegyenletet kapunk. A 20. század végére sokan kezdtek foglalkozni a parciális differenciálegyenletek vizsgálatával a dinamikai rendszerek elméletének segítségével.

## Lineáris dinamikai rendszerek
A lineáris dinamikai rendszerek elemi függvények segítségével megoldhatók, és megadhatók a trajektóriatípusok is. Lineáris dinamikai rendszerek esetén a fázistér {\displaystyle \nu } dimenziós Euklideszi tér, vagyis a fázistér bármely pontja jellemezhető egy {\displaystyle \nu } számból álló vektorral. Az teszi lehetővé a lineáris rendszerek megoldását, hogy teljesül a szuperpozíció elve: ha {\displaystyle u(t)} és {\displaystyle w(t)} kielégíti a differenciálegyenletet (de a kezdőfeltételeket nem feltétlenül), akkor {\displaystyle u(t)+w(t)} is ki fogja elégíteni.

### Folyamok

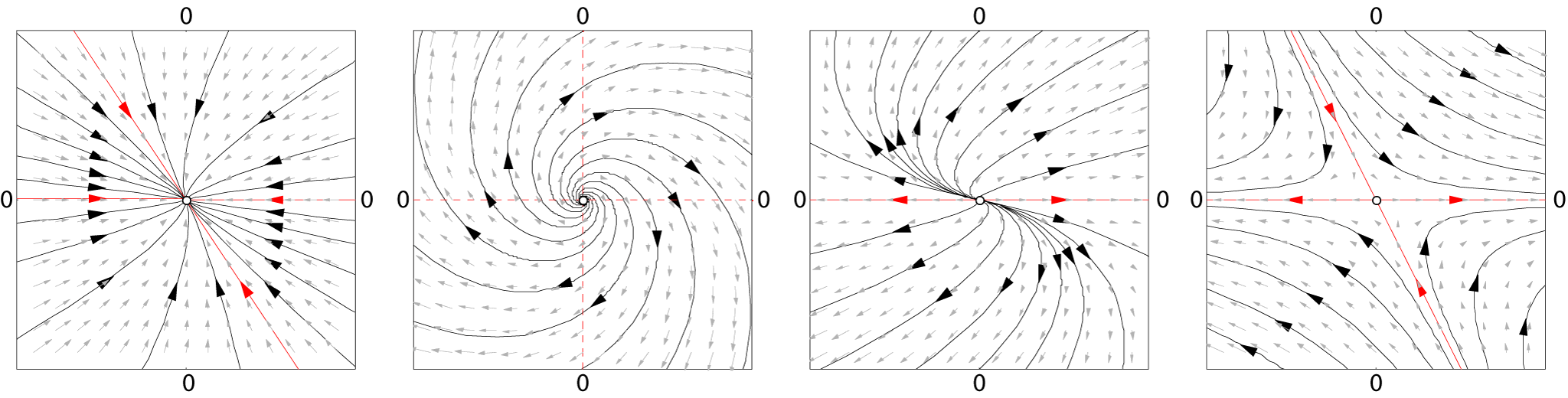
Lineáris vektorterek és néhány trajektória.

Egy folyam esetében a {\displaystyle v(x)} vektormező a fázistérbeli helynek lineáris függvénye:
{\displaystyle v(x)=Ax+b\,,}
ahol {\displaystyle A} egy mátrix, {\displaystyle b} egy vektor, és {\displaystyle x} a helyzetvektor. A szuperpozíció elvét (a linearitást) felhasználva ez a rendszer megoldható. Ha {\displaystyle b\neq 0} és {\displaystyle A=0}, akkor a megoldás {\displaystyle b} irányú egyenesekből áll:
{\displaystyle f^{t}(x_{1})=x_{1}+bt\,.}
Ha {\displaystyle b} nulla, de {\displaystyle A\neq 0}, akkor az origo egyensúlyi helyzete (vagy szinguláris pontja) a folyamnak, vagyis ha {\displaystyle x_{0}=0}, akkor a pálya ebben a pontban marad. Ettől eltérő {\displaystyle x_{0}} kezdőfeltétel esetén a megoldás mátrix exponenciális alakban írható:
{\displaystyle f^{t}(x_{0})=e^{tA}x_{0}\,.}
Ha {\displaystyle b=0}, akkor {\displaystyle A} sajátértékei határozzák meg a fázistér szerkezetét. Az {\displaystyle A} mátrix sajátértékei és sajátvektorai segítségével eldönthető, hogy egy kezdőpont közeledik az origóban levő egyensúlyi helyzethez, vagy távolodik attól. Ha {\displaystyle A\neq 0}, akkor két különböző kezdőpontból indított trajektória távolsága exponenciálisan változik.

### Leképezések
A diszkrét idejű lineáris dinamikai rendszerek általános alakja:
{\displaystyle x_{n+1}=Ax_{n}+b\,,}
ahol {\displaystyle A} egy mátrix, {\displaystyle b} egy vektor. A folytonos esethez hasonlóan most is igaz, hogy az {\displaystyle x\to x-A^{-1}b} koordinátatranszformáció kiküszöböli az egyenletből {\displaystyle b}-t. Az új koordináta-rendszerben az origó lesz a leképezés fixpontja, és a megoldások pedig {\displaystyle A^{n}x_{0}} alakba írhatók. A megoldások most nem görbék, hanem fázistérbeli pontsorozatok. A pályák görbéket, vagy szálakat alkotnak, amelyek olyan pontokból állnak, amelyek a leképezés hatására egymásba képződnek.
A folytonos esethez hasonlóan most is az {\displaystyle A} mátrix sajátértékei és sajátvektorai határozzák meg a fázistér szerkezetét. Például ha {\displaystyle u_{1}} az {\displaystyle A} mátrix egynél kisebb valós sajátértékéhez tartozó sajátvektora, akkor az {\displaystyle \alpha u_{1}} ({\displaystyle \alpha \in \mathbb {R} }) pontok által megadott egyenesek invariáns görbék, azaz pontjaira alkalmazva a leképezést ismét ennek az egyenesnek a pontjait kapjuk, és az egyenes pontjai a leképezést ismételgetve a fixpontba futnak be.

## Példák dinamikai rendszerekre
- Logisztikus leképezés
- Kettős inga
- Lópatkó leképezés
- Pék leképezés: példa egy szakaszonként lineáris kaotikus leképezésre
- Biliárd és külső biliárd
- Henon leképezés
- Lorenz rendszer
- Kör leképezés
- Rossler leképezés
- Kaotikus leképezések
- Lengő Atwood gép
- Pattogó labda
- Húrok dinamikája

## Referenciák
Áttekintő művek:
- Foundations of mechanics, Ralph Abraham és Jerrold E. Marsden, ISBN 080530102X
- Introduction to the modern theory of dynamical systems, Anatole Katok és Boris Hasselblatt, ISBN 0521575575

Bevezető szövegek egyedi látásmóddal:
- Mathematical methods of classical mechanics, V. I. Arnold, ISBN 0387968903
- Geometric theory of dynamical systems: an introduction, Jacob Palis és Wellington de Melo, ISBN 0387906681
- Elements of Differentiable Dynamics and Bifurcation Theory, David Ruelle, ISBN 0126017107
- Ergodic theory, symbolic dynamics and hyperbolic spaces, Tim Bedford, Michael Keane és Caroline Series, ISBN 019853390X
- An experimental approach to nonlinear dynamics and chaos, Tufillaro, Abbott és Reilly, ISBN 0201554410

Népszerűsítő írások:
- Celestial Encounters, Florin Diacu és Philip Holmes, ISBN 0691027439
- Chaos: Making a New Science, James Gleick, ISBN 0140092501

Interneten elérhető könyvek és jegyzetek:
- Geometrical theory of dynamical systems. Nils Berglund előadásjegyzetei az ETH Zürich egyetemen kurzushoz.
- Dynamical systems. George D. Birkhoff 1927-es könyve már modern megközelítésben beszél a dinamikai rendszerekről.
- Chaos: classical and quantum. Bevezetés a dinamikai rendszerekbe a periodikus pályák vizsgálata szempontjából.

Magyar nyelvű könyvek:
- Kaotikus dinamika, Tél Tamás és Gruiz Márton, ISBN 963193280X
- Káosz, James Gleick